# Sixto Vizuete
Sixto Rafael Vizuete Toapanta (ur. 13 stycznia 1961 w Guaytacamie) – ekwadorski piłkarz i trener piłkarski.

## Kariera piłkarska

### Kariera klubowa
Występował w Deportivo Cotopaxi.

## Kariera trenerska
Po zakończeniu kariery piłkarskiej rozpoczął karierę szkoleniową. W 1993 prowadził Club Alianza Juvenil, który grał w Segunda Categoría De Cotopaxi Campeonato. Potem pracował w amatorskich i drugoligowych klubach ekwadorskich.
W 2007 trenował juniorską reprezentację Ekwadoru U-17. Od 2007 do 2010 prowadził narodową reprezentację Ekwadoru, a potem do 2012 pracował z młodzieżówka. W 2012 trenował CD El Nacional, a w 2013 Imbabura Ibarra.
Od stycznia 2014 ponownie kierował młodzieżową reprezentacją, a 22 lipca 2014 objął stanowisko głównego trenera narodowej reprezentacji.

## Sukcesy i odznaczenia

### Sukcesy trenerskie
- mistrz Igrzysk panamerykańskich: 2007